# Huis Myle
Huis Myle is een herenhuis aan de westzijde van de Grote Markt in de Belgische stad Sint-Niklaas. Sinds 1996 is het gebouw een beschermd monument.

## Geschiedenis
Op de plaats waar Huis Muyle staat, was vroeger de hofstede De Vier Eemers gevestigd, die onder andere dienstdeed als herberg en hotel.
Huis Myle is gebouwd in 1896. De architect Jules De Somme ontwierp het gebouw in eclectische neo-Vlaamserenaissancearchitectuur voor een zekere Blanche Verest. In 1918 belandde het gebouw in handen van de familie Zaman.
In 1960 werd het verkocht aan de familie Myle, aan wie het de naam dankt. Vanaf 2006 stond het leeg door het vertrek van de laatste bewoner. In de periode 2019-2022 werd het volledig gerenoveerd en gemoderniseerd. Het doet anno 2022 dienst als kantoorruimte.
In 1996 kreeg het gebouw de status van beschermd monument.